# The Globe and Mail
The Globe and Mail è un quotidiano canadese in lingua inglese diffuso su scala nazionale. La sua base operativa è a Toronto ed è stampato in sei diverse città. Con un bacino di lettori settimanali di circa 935 000 unità si tratta del quotidiano nazionale canadese a maggiore diffusione e del secondo quotidiano più venduto dopo il Toronto Star. È proprietà della Globe and Mail Inc. controllata all'85% da The Woodbridge Company, e al 15% da Bell Canada.